# 相沢しの
相沢 しの（あいざわ しの、1980年10月10日 - ）は、日本の元タレント、元グラビアアイドル、元女優。東京都江戸川区出身。
アスワン・プロモーションに所属していた。

## 人物・来歴
公表されていたサイズ（1998年 - 2000年当時）は、身長157㎝、B82cm、W60cm、H86cm、血液型A型。
3歳から中学3年生時まで水泳スクールに通う。両親がスキューバダイビングをやっており、将来海が好きになって欲しいという願いがこめられていたという。なお、高校生時代は“帰宅部”だった。
5歳上の姉がいる。
中学1年（1991年）、2年生（1992年）のとき、東京都江戸川区の水泳大会で50m自由形において2回優勝する。 
名古屋テレビのバラエティ番組『オトナになりたい』に出演の女性メンバーの一員でデビュー、同番組にレギュラー出演。通っていた高校は芸能活動禁止だったので、当時ずっと内緒で名古屋テレビに通っていたと明かしている。
趣味・特技はピアノ、ボディボード、水泳。

## 主な出演番組

### バラエティ
- 平成女学園（1997年? 1998年?、テレビ東京）
- オトナになりたい（1997年12月 - 1998年3月、名古屋テレビ）[5]
- BiKiNi（1998年10月 - 1999年3月、テレビ東京）[5][6]
- アイドル王（1998年12月、TBS）
- グラビアの美少女（1999年、MONDO21）
- 岩城滉一のグアム～サイパンスポーツざんまい大縦断!!（1999年3月14日、テレビ朝日）
- GIRLS2（1999年4月 - 2000年3月、日本テレビ）>[6]
- おすぎとピーコの本ビニエンス（2000年4月8日 - 2001年3月31日、テレビ朝日）[7]
- Zの部屋（千葉テレビ 他）[3]

### ドラマ
- 今夜は営業中!（1999年9月18日、日本テレビ）

### 映画
- 月光の囁き（1999年、日活）[5] - 主人公の友人・和美 役[6]

### ビデオ
- Eye 愛 I（1999年、英知出版）[5]

## 写真集
- 妹（いもうと）（1998年、バウハウス）
- Eyes of Rainbow（2000年、モッツ出版）